# Touch Me I'm Sick
Singles de Mudhoney
Touch Me I'm Sick/Halloween
Touch Me I'm Sick est le premier single du groupe Mudhoney, paru en 45 tours sur le label Sub Pop en août 1988, avec Sweet Young Thing Ain't Sweet No More en face B.
Cette chanson est ensuite intégrée sur la compilation Superfuzz Bigmuff Plus Early Singles qui sort en 1990.